# Manuela de Madre
Manuela de Madre Ortega (Huelva, 6 de octubre de 1954) es una política española.

## Biografía
Nacida en Huelva el 6 de octubre de 1954, reside en Santa Coloma de Gramanet (Barcelona). Es madre de tres hijas. Delineante, cursó estudios de Derecho. Fue concejala de Servicios Sociales (1979-1991) y alcaldesa (1991-2002) de Santa Coloma de Gramanet. Fue también diputada en el Congreso de los Diputados entre 1984 y 1987, así como en el de Cataluña en las III, la IV, la V, la VI, la VII, la VIII y la IX legislaturas (1988-20012). Fue vicepresidenta del Partido de los Socialistas de Cataluña (PSC) de 2004 a 2011.
En el año 2002 fue distinguida con el Premio Catalán del año, concedido por El Periódico de Cataluña, tras la votación popular de los lectores del diario, que además de valorar su trayectoria política, la premiaron por el valor con el que afronta la fibromialgia, enfermedad que padece desde hace años y que le hizo renunciar a la alcaldía de Santa Coloma de Gramanet. Sin embargo, el hecho de que haya desarrollado una gran actividad tras anunciar que padecía fibromialgia ha originado críticas por parte de la Liga SFC (Plataforma de Acción para la defensa de los derechos de los afectados por el SFC), especialmente por considerar que la atención por parte del servicio catalán de salud a los enfermos de fibromialgia no había funcionado a pesar de la llegada del PSC al gobierno de Cataluña.